# The Trap (film 1913 Humphrey)
The Trap è un cortometraggio muto del 1913 diretto da William Humphrey.

## Produzione
Il film fu prodotto dalla Vitagraph Company of America.

## Distribuzione
Distribuito dalla General Film Company, il film - un cortometraggio in due bobine - uscì nelle sale cinematografiche statunitensi nel 1913. Nel 1918, la Favorite Films distribuì una riedizione del film che uscì il 1º gennaio.